# Port Lavaca
Port Lavaca é uma cidade localizada no estado norte-americano de Texas, no Condado de Calhoun.

## Demografia
Segundo o censo norte-americano de 2000, a sua população era de 12.035 habitantes.
Em 2006, foi estimada uma população de 11.696, um decréscimo de 339 (-2.8%).

## Geografia
De acordo com o United States Census Bureau tem uma área de
35,3 km², dos quais 25,3 km² cobertos por terra e 10,0 km² cobertos por água.

## Localidades na vizinhança
O diagrama seguinte representa as localidades num raio de 28 km ao redor de Port Lavaca.